# برنامه آموزشی تاکتیک‌های جنگنده ضربتی نیروی دریایی ایالات متحده آمریکا

سردوشی خاصی که به فارغ‌التحصیلان «مدرسه جنگ‌افزارهای شکاری نیروی دریایی ایالات متحده» اهدا می‌شد.

برنامه آموزشی تاکتیک‌های جنگنده ضربتی نیروی دریایی ایالات متحده (انگلیسی: United States Navy Strike Fighter Tactics Instructor program) مشهور به تاپ‌گان (انگلیسی: TOPGUN) تاکتیک‌ها و تکنیک‌های جنگنده و ضربتی را به خلبانان و افسران پرواز دریایی نخبه و منتخب، که به عنوان مربی جانشین به واحدهای عملیاتی خود بازمی‌گردند، آموزش می‌دهد. نام اولیه این مرکز آموزشی، «مدرسه جنگ‌افزارهای شکاری نیروی دریایی ایالات متحده» بود که در ۳ مارس ۱۹۶۹ میلادی در پایگاه نیروی هوایی، دریایی میرامار در سن دیگو بنیان نهاده شد. در سال ۱۹۹۶، آن مرکز قدیمی با «مرکز حمله و جنگ هوایی نیروی دریایی» در پایگاه هوایی فالون نوادا ادغام شد.
این مرکز در آغاز تنها ۸ فانتوم اف-۴ مک‌دانل داگلاس در اختیار داشت. سپس داگلاس ای-۴ اسکای‌هاوک و نورثروپ تی-۳۸ تالون را برای شبیه‌سازی مشخصات میگ-۱۷ و میگ-۲۱ به‌خدمت گرفت. در این مرکز آموزشی گاهی هم از گرومن ای-۶ اینترودر و کانویر اف-۱۰۶ دلتا دارت متعلق به سپاه تفنگداران دریایی ایالات متحده آمریکا استفاده می‌شد. بعدها برای شبیه‌سازی هواپیماهای دشمن از کفیر، جنرال داینامیکس اف-۱۶ فایتینگ فالکن و نورثروپ اف-۵ هم استفاده شد.